# Tibor Szamuely

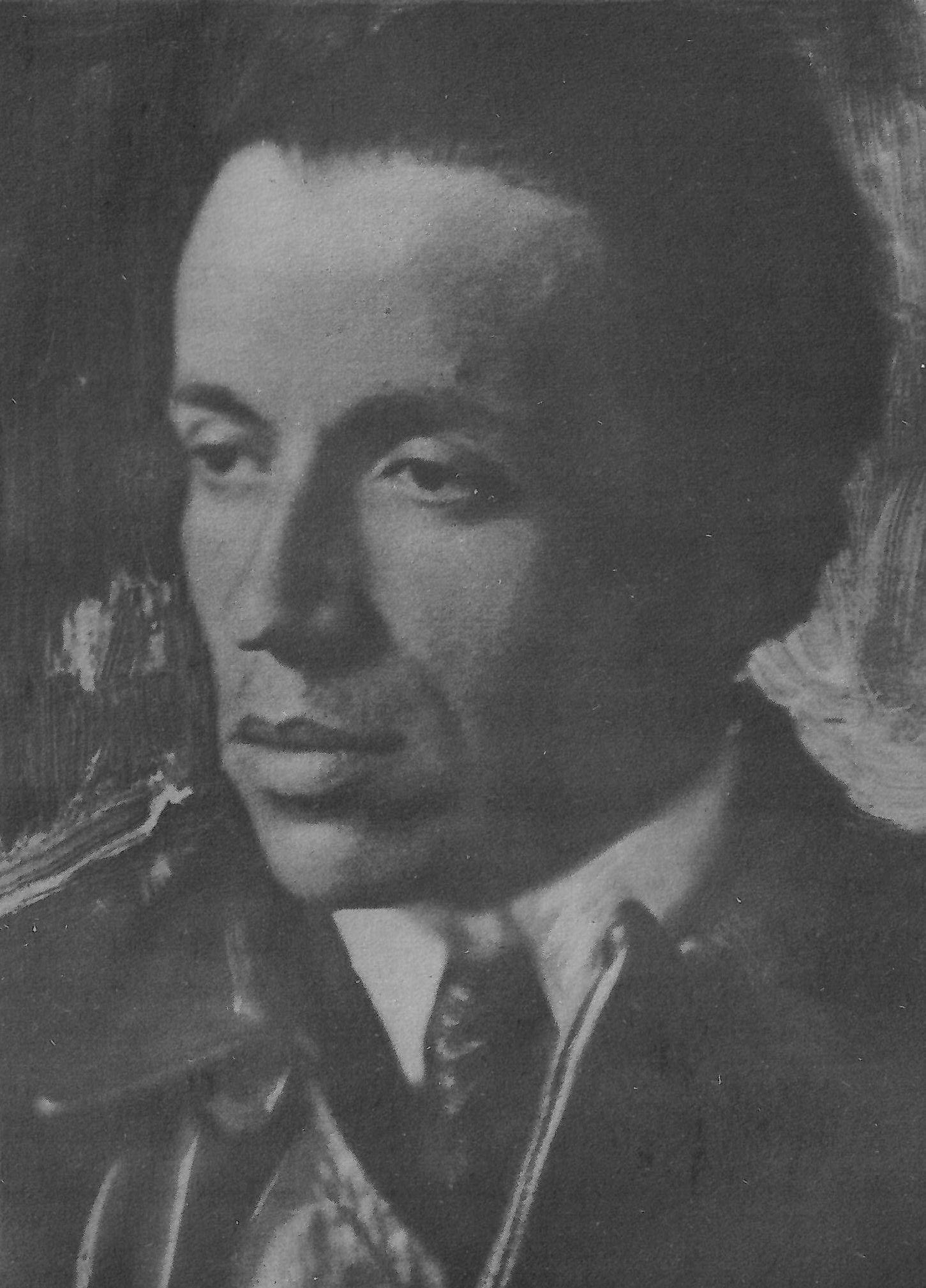
Tibor Szamuely

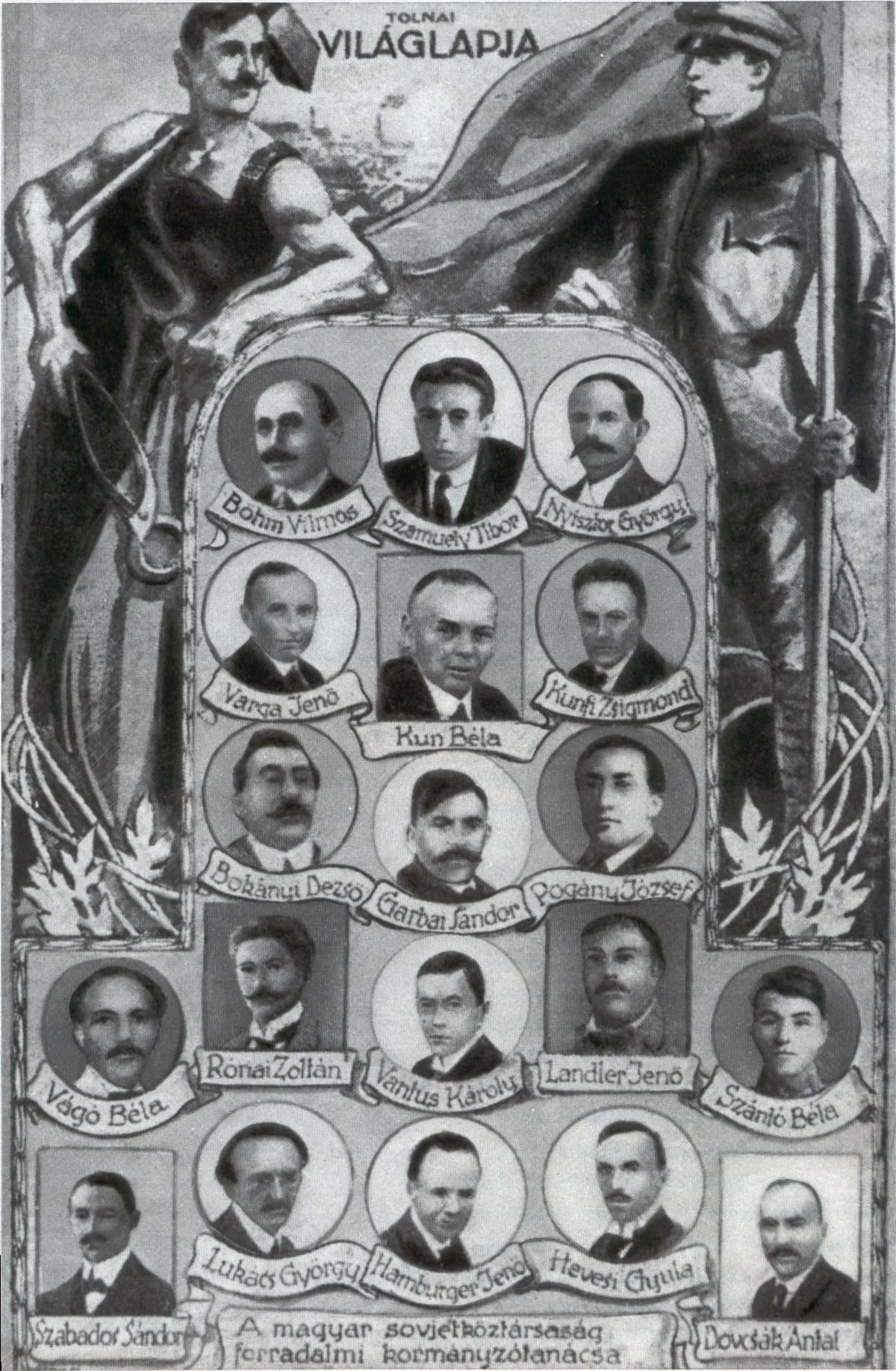
Tibor Szamuely als Teil des Kun-Regimes (1919)

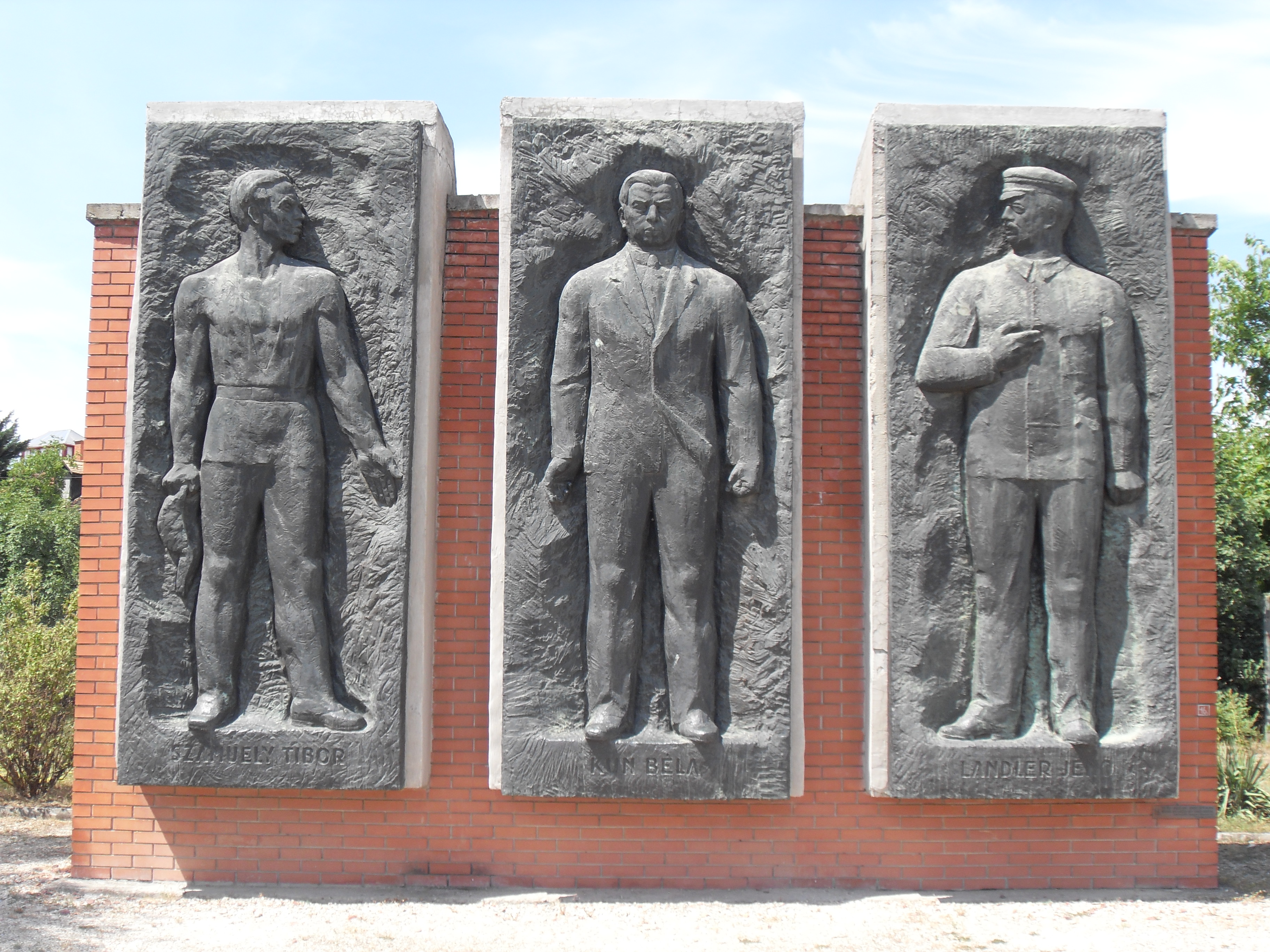
Tibor Szamuely, links an der Seite von Béla Kun und Jenő Landler (1875–1928) im Memento Park, Budapest

Tibor Szamuely, auch Tibor Szamuelly (* 27. Dezember 1890 in Nyíregyháza, Österreich-Ungarn; † 2. August 1919 in Lichtenwörth, Österreich), war ein ungarischer Journalist und bolschewistisch-kommunistischer Politiker. Während der Ungarischen Räterepublik war er der Anführer des linken, extremistischen Flügels der regierenden sozialistischen Einheitspartei. Er gilt als der Cheforganisator des ungarischen Roten Terrors, dem 1919 in knapp vier Monaten mehrere Hundert Menschen zum Opfer fielen. 

## Leben
Tibor Szamuely war das älteste von fünf Kindern einer jüdischen Familie. Nach seinem Universitätsabschluss in Geschichte wurde er Journalist. Er begann seine politische Laufbahn als Mitglied der Ungarischen Sozialdemokratischen Partei.
Tibor Szamuely war Soldat im Ersten Weltkrieg und wurde 1915 von Russen gefangen genommen. Nach der Oktoberrevolution 1917 wurde er freigelassen und wurde Kommunist. Zusammen mit Béla Kun (1886–1938) organisierte er unter den ungarischen Kriegsgefangenen eine kommunistische Gruppe. Viele von den ungarischen Kriegsgefangenen traten der Roten Armee bei und kämpften im Russischen Bürgerkrieg. Später ging Szamuely nach Deutschland und trat dem Spartakusbund bei.
Im März 1919 fand in Ungarn unter der Führung von Béla Kun eine kommunistische Revolution statt. Tibor Szamuely war einer der prominenten Führer der jungen Ungarischen Räterepublik. Er besetzte eine Anzahl von Posten und wurde letztlich Volkskommissar für militärische Angelegenheiten und Chef der Organisation „Roter Terror“ zur Niederschlagung sogenannter konterrevolutionärer Aktivitäten. Der Terror forderte Hunderte von Opfern, mehrheitlich Bauern und Geistliche. Am 21. Mai flog er von Räte-Ungarn in Richtung Sowjetrussland los, und traf am 26. Mai 1919 bei einer Parade in Moskau mit Lenin zusammen. Am 31. Mai kehrte er wieder nach Räte-Ungarn zurück.
Die Ungarische Räterepublik hatte nur 133 Tage Bestand: bis zum Sturz der kommunistischen Regierung durch rumänische Invasionstruppen. Szamuely schaffte es, dem „Weißen Terror“ zu entgehen, und floh mit dem Auto Richtung Österreich bis Sauerbrunn, von wo er, unterstützt von einem ortskundigen Fluchthelfer, zu Fuß die Leitha erreichte, die im Flussbett verlaufende Grenze illegal überquerte und in der Folge von den österreichischen Behörden festgenommen und nach Lichtenwörth gebracht wurde. Noch vor der Leibesvisitation zog Tibor Szamuely einen Revolver und gab einen Schuß gegen seine Brust ab. Nach der am 3. August 1919 zur Bestattung des Leichnams erfolgten Überführung nach Sauerbrunn wurde am 14. des Monats gemeldet, die Leiche Szamuelys sei am 12. August auf Anordnung der ungarischen Regierung exhumiert und der Kopf des Verstorbenen im Hinblick auf eine forensische Untersuchung abgetrennt worden. Dabei sei es auf Seiten der Sauerbrunner Bevölkerung zu tumultartigen Bekundungen gekommen, die sich gegen den Verbleib der Leiche Szamuelys auf dem Ortsfriedhof gerichtet hätten. Fünf Tage später wurde berichtet, die Öffnung des Grabes von Szamuely sei erfolgt, eine Exhumierung jedoch unterblieben, da der zu gewinnende Schädel schon zu stark verwest gewesen sei. In der Meldung wurde auch Bezug genommen auf das kursierende Gerücht, Szamuelys Leichnam sei nach erfolgter Exhumierung nach Budapest überführt worden. Ende der 1950er Jahre suchte in Österreich das ungarische Innenministerium verzweifelt (engl.: desperately) nach dem Leichnam von Szamuely. — Manche Quellen geben an, dass Tibor Szamuely von den österreichischen Grenzorganen bei der Anhaltung getötet worden sei.
Am 29. August 1919 wurde in Balatonlelle Tibor Szamuelys Bruder, Zoltan, in Haft genommen – der sich zwei Tage später, am 31. August, in der Gefängniszelle erhängte.
Anfang September 1919 wurden in Budapest im Zuge der gegen den früheren Volksbeauftragten geführten Untersuchung in einer der zwei ausfindig gemachten Wohnungen enorme, von Tibor Szamuely gehortete und bei der Flucht zurückgelassene Vermögenswerte sichergestellt.
József Lengyel (1896–1975), Mitkämpfer und Mitarbeiter am Blatt Vörös Újság, hat Szamuely 1929 in Visegrádi utca (deutsch: Visegrader Straße), einem Dokumentarroman über die Räterepublik, ein Denkmal gesetzt.

## Rezeption
Rudolf L. Tökés (1967) bezeichnet in seinem Standardwerk zur Ungarischen Räterepublik Tibor Szamuely als „ehemaligen militant-atheistischen und sozialistischen Journalisten“, der Teil der „bolschewistischen Hardcore-Führungsriege“ der ungarischen Kriegsgefangenen in Russland wurde, die zu Lenins Regierung überliefen. Ebenso charakterisiert Tökés in seiner Arbeit Szamuely als einen überzeugten „Terroristen“, der sich im Gegensatz zu Rosa Luxemburg im Dezember 1918 für einen bewaffneten Aufstand der Spartakisten ausgesprochen hat. Innerhalb der sozialistischen Einheitspartei Räte-Ungarns der „extremen Linken“ zu. Über diese „extremistische [...] linke Opposition“, die auch die Parteizeitungen der Kommunisten Vörös Ujsák und Internationale kontrollierte, habe Szamuely ab Ende März/Anfang April 1919 die Führung übernommen. Aufgrund seiner mangelnden praktischen Erfahrung innerhalb der ungarischen Arbeiterbewegung wie auch seiner „blutrünstigen Tendenzen“, hätten Szamuely und dessen linksextremer Parteiflügel niemals vollwertige Mitglieder innerhalb jenes kommunistischen und linkssozialistischen Zentrums werden können, dass die Geschicke Räte-Ungarn leitete.
Wojciech Roszkowski und Jan Kofman (2015) beschreiben Szamuely in ihrem Biographical Dictionary of Central and Eastern Europe in the Twentieth Century als „Anführer“ und „Mitglied des radikalen, terroristischen Flügels“ der Räteregierung. Als Stellvertretender Volkskommissar für Kriegswesen, Bildung und Handel sowie als Politkommissar für den Budapester Militärdistrikt, sei er für zahlreiche Tötungen und Lynchmorde verantwortlich gewesen. Peter Apór (2015) bezeichnet ihn als „Führer der Truppen des ungarischen Roten Terrors“, „Führer des ungarischen Roten Terrors“ sowie als „Kommandanten des ungarischen Roten Terrors“.
Der österreichische Journalist Wolfgang Weisgram bezeichnete Szamuely 2019 in einem Artikel für die linksliberale Tageszeitung Der Standard als „pannonischen Robespierre“.

## Schriften
- Alarm. Ausgewählte Reden und Aufsätze. Dietz, Berlin sowie Corvina, Budapest 1959, OBV.
- A nemzetiszocializmus. Gondolattár, Band 21. Gondolat, Budapest 1964, DNB.